# بخش گرکن جنوبی
بخش گرکن جنوبی یکی از بخش‌های تابع شهرستان مبارکه در  استان اصفهان ایران است.
این بخش دارای دو شهر زیباشهر و ده‌سرخ و ۱۵روستا به شرح  احمدآباد، اسدآباد، اراضی، باغملک، بارچان، جوشان، جوهرستان، زودان، فخرآباد، میرآباد، اکبرآباد، بروزاد، کوشکچه، دستگردمهرآوران و هراتمه می باشد.  
این بخش از حیث صنعت و کشاورزی در شهرستان مبارکه حائز اهمیت بوده و شامل دو شهرک صنعتی صنایع غذایی دهسرخ، شهرک صنعتی سه راهی مبارکه،صنایع بزرگی از جمله شرکت پلی اکریل ایران، شرکت صنایع نسوز ایران، شرکت چینی زرین ایران، فولاد ماهان سپاهان و ... می باشد. شرکت تولیدی کشت و دام فضیل، دامداری شاه اعلایی، دامداری حر و ... از جمله واحد های تولید کننده محصولات دامی می باشند.  
به لحاظ برندینگ روستایی، روستای باغملک از منظر تولید برنج لنجان، روستای فخرآباد در تولید گیلاس، روستاهای بارچان، احمدآباد در تولید به ، روستای هراتمه در تولید انواع هلو در استان اصفهان شناخته شده می باشند.     
بخش گرکن جنوبی با توسعه متوازن و سرمایه گذاری موثر در تولیدات کشاورزی، صنعت، حمل و نقل ماشینی و ریلی در توسعه سکونتگاه روستایی و برگشت جمعیت از شهر به روستا سرآمد می باشد.   
در حال حاضر جناب آقای محسن رضازاده مبارکه بخشدار گرکن جنوبی می باشند.

## تقسیمات کشوری
- بخش گرکن جنوبی 
  - دهستان گرکن
  - دهستان نورآباد

شهرها : زیباشهر ، ده‌سرخ

## جمعیت
براساس سرشماری عمومی نفوس و مسکن در سال ۱۳۹۵، جمعیت بخش گرکن جنوبی برابر با ۲۹،۷۰۹ نفر بوده‌است.